# 箔

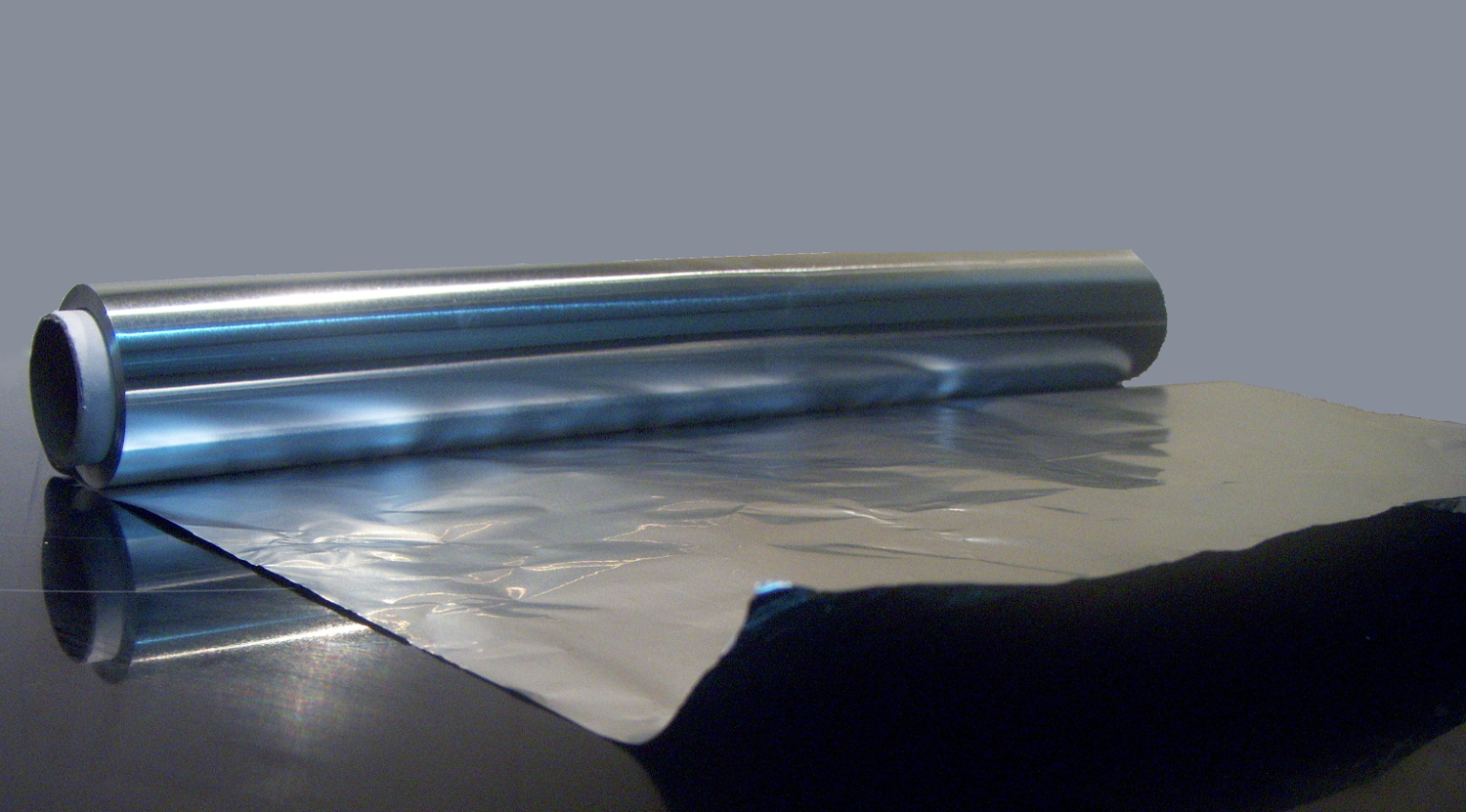
アルミ箔のロール

箔(foil)は、通常叩いたり圧延することで作られる、非常に薄い金属のシートである。アルミニウム、銅、スズ、金等の展延性のある金属を用いると作りやすい。箔は、通常自重で曲がりやすく、また破れやすい。例えば、アルミ箔は、通常約1000分の1インチの厚さであり、一方、アルミニウムよりも展延性の大きな金箔は数原子分の薄さにすることができ、英語ではgold leafと呼ばれる。極めて薄い箔は、容易に裂けるため、特殊なブラシを用いて扱う必要がある。